# Sangmélima
Sangmélima ist eine Stadt in Kamerun in der Region Sud. Sie ist mit etwa 64.000 Einwohnern die Hauptstadt des Départements Dja-et-Lobo. 

## Geografie
Sangmélima liegt im Süden Kameruns, etwa 643 Meter über dem Meeresspiegel. 50 Kilometer östlich der Stadt beginnt das 5300 Quadratkilometer große Wildtierreservat Dja, das 1984 zum UNESCO-Welterbe ernannt wurde.

## Verkehr
Sangmélima liegt an der Nationalstraße N9, außerdem beginnt die Provenzialstraße P7 dort. Nahe der Stadt befindet sich eine Landepiste für Flugzeuge.

## Bevölkerung
Die Bevölkerungsentwicklung der Stadt:
| Jahr             | Einwohner |
| ---------------- | --------- |
| 1976 (Zensus)    | 14.758    |
| 1987 (Zensus)    | 23.261    |
| 2005 (Zensus)    | 51.308    |
| 2012 (Schätzung) | 64.227    |

## Religion
Sangmélima ist der Sitz des Bistums Sangmélima.